# آمادو آلسان
آمادو آلسان (انگلیسی: Amadou Alassane؛ زادهٔ ۷ آوریل ۱۹۸۳) بازیکن فوتبال اهل فرانسه است.
از باشگاه‌هایی که در آن بازی کرده‌است می‌توان به باشگاه فوتبال لو آور اشاره کرد.